# 59-я истребительная авиационная дивизия
 59-я истреби́тельная авиацио́нная диви́зия  (59-я иад) — авиационное воинское соединение истребительной авиации Вооружённых сил СССР в Великой Отечественной войне.

## Формирование дивизии
59-я истребительная авиационная дивизия сформирована 18 июня 1941 года на аэродроме Мачулищи (Минск). Формирование дивизии началось незадолго до войны в Минске. Укомплектованность соединения личным составом достигала 70 — 80 %, техники не было вовсе. После начала войны дивизия для дальнейшего формирования и укомплектования отправлена вглубь страны.

## Переформирование дивизии
59-я истребительная авиационная дивизия 3 сентября 1941 года обращена на формирование 3-й резервной авиационной группы

## В действующей армии
В составе действующей армии:
- с 22 июня 1941 года по 3 сентября 1941 года

## Состав дивизии
| Части                                                         | Период                     |
| ------------------------------------------------------------- | -------------------------- |
| 182-й истребительный авиационный полк (в стадии формирования) | 18.06.1941 г. — 22.06.1941 |
| 182-й истребительный авиационный полк (в стадии формирования) | 07.08.1941 г. — 03.09.1941 |
| 183-й истребительный авиационный полк                         | 18.06.1941 г. — 22.06.1941 |
| 184-й истребительный авиационный полк                         | 18.06.1941 г. — 03.07.1941 |
| 185-й истребительный авиационный полк                         | 18.06.1941 г. — 22.06.1941 |

## В составе соединений и объединений
| Дата            | Фронт (округ)                 | Армия      | Корпус | Примечания |
| --------------- | ----------------------------- | ---------- | ------ | ---------- |
| 18.06.1941 г.   | Западный особый военный округ | ВВС округа | -      | -          |
| 22.06.1941 года | Западный фронт                | ВВС фронта | -      | -          |
| 03.09.1941 года | Западный фронт                | ВВС фронта | -      | -          |

## Командиры дивизии
| Звание    | Имя                        | Период                  | Примечание |
| --------- | -------------------------- | ----------------------- | ---------- |
| Полковник | Туренко Евгений Георгиевич | 18.06.1941 — 03.09.1941 |            |

## Участие в операциях и битвах
- Приграничные сражения — с 22 июня 1941 года по 29 июня 1941 года

## Отличившиеся воины
- Трубаченко Василий Петрович, проходил службу в дивизии в качестве заместителя командира 182-го истребительного авиационного полка.
- Забегайло Иван Игнатьевич, лётчик 184-го истребительного авиационного полка.
- Оборин Александр Васильевич, лётчик 184-го истребительного авиационного полка.

## Базирование дивизии
Дивизия базировалась до 22 июня 1941 года на аэродроме Мачулищи (Минск).